# Recha Sternbuch
Recha Sternbuch (geb. am 13. Mai 1905 in Wadowice; Kronland Galizien; gest. am 6. Februar 1971 in Paris) war eine Schweizer Fluchthelferin. In den Jahren 1938 und 1945 rettete sie über tausend jüdische Flüchtlinge vor der nationalsozialistischen Verfolgung und Vernichtung.

## Leben
Recha Sternbuch war die Tochter des Rabbiners Mordechai Rottenberg und der Dvora geborene Friedmann. Sie heiratete 1928 Yitzchok Sternbuch, der in Basel eingebürgert war.
Sternbuch organisierte seit 1938 für orthodoxe Juden aus dem Deutschen Reich Flüchtlingstransporte nach St. Gallen. Die Juden aus Deutschland und Österreich reisten von dort meist in andere Länder weiter. Im Frühling 1939 kam sie in St. Gallen vorübergehend in Untersuchungshaft. Die Behörden warfen ihr Schlepperdienste, Beherbergung von Flüchtlingen, Bildung eines Netzwerks und die Beschaffung von illegalen Visa vor. Mangels Beweisen sprach das Gericht sie Ende Juni 1942 frei. Im Jahr 1941 gründeten die Sternbuchs in Montreux einen Hilfsverein für jüdische Flüchtlinge in Shanghai. Dieser wurde drei Jahre später die offizielle Vertretung von Vaad Hatzalah, einem amerikanisch-jüdischen Hilfskomitee. Das Ehepaar Sternbuch nahm 1945 auch an Verhandlungen teil, die nach der Vereinbarung Himmler–Musy im Januar 1945 den Freikauf von 1200 Juden aus dem Getto Theresienstadt ermöglichten.